# Elecciones generales de Japón de 2024
Las 50.ª elecciones a la Cámara de Representantes (第50回衆議院議員総選挙 Dai-gojūkai Shugiin-giin sōsenkyo?) de Japón se realizaron el 27 de octubre de 2024, luego de que el recién estrenado primer ministro Shigeru Ishiba convocó el 9 de octubre la disolución de la Cámara de Representantes y adelantar un año las elecciones generales, con el fin de obtener un voto de confianza popular y asegurar su mandato tras su elección como presidente del gobernante Partido Liberal Democrático (PLD), el pasado 30 de septiembre. En estas elecciones se renovó totalmente la Cámara Baja de la Dieta de Japón.

## Antecedentes

### Renuncia del primer ministro Kishida
Desde las últimas elecciones generales de 2021, el primer ministro Fumio Kishida se ha visto atrapado en una serie de crisis políticas, en primer lugar el asesinato de Shinzo Abe en 2022, que llevó a un mayor escrutinio contra las acusaciones en torno a la Iglesia de la Unificación y su vínculo con su Partido Liberal Democrático (PLD). La estrecha relación entre el partido y la iglesia provocó una caída en el índice de aprobación del gabinete de Kishida,  y llevó a la primera reorganización de su gabinete el 10 de agosto y a la segunda reorganización en septiembre de 2023 para destituir a los miembros del gabinete afiliados a la iglesia.
El gobierno de Kishida se vio aún más perjudicado por el escándalo de corrupción de fondos para sobornos en todo el partido a finales de 2023, que hizo que su tasa de aprobación cayera al 23% el 13 de diciembre de 2023, la calificación más baja que cualquier primer ministro había tenido desde que el PLD regresó al poder en 2012. Para el 22 de diciembre, la tasa de aprobación de Kishida había disminuido aún más hasta el 17%. El 18 de enero de 2024, Kishida anunció su intención de disolver su facción Kōchikai como consecuencia del escándalo.  Al día siguiente, el 19 de enero, las facciones Shisuikai y Seiwa Seisaku Kenkyūkai anunciaron su disolución.

### Adelanto de las elecciones
El 30 de septiembre de 2024, el exministro de Defensa Shigeru Ishiba, que ganó la reñida contienda a nueve bandas en las elecciones presidenciales del partido del 27 de septiembre, anunció oficialmente que convocaría elecciones anticipadas para el 27 de octubre, un año antes de que expirara el mandato actual, para recabar la confianza de la población. Después de su toma de posesión como primer ministro el 1 de octubre, la Cámara de Representantes se disolvió el 9 de octubre, y las elecciones se anunciaron el día 15 y las votaciones tuvieron lugar el 27.
La elección se lleva a cabo después de la sustitución de los líderes de los principales partidos. El PLD eligió a Ishiba como nuevo líder el 27 de septiembre, el Partido Democrático Constitucional (PDC) eligió al ex primer ministro Yoshihiko Nod el 23 de septiembre, Nobuyuki Baba asumió el liderazgo de Nippon Ishin no Kai el 30 de noviembre de 2021, Keiichi Ishii fue elegido líder de Komeito el 28 de septiembre y Tomoko Tamura se convirtió en líder del Partido Comunista Japonés (JCP) el 18 de enero de 2024. Es la primera vez desde 2012 que los tres principales partidos de la Dieta tienen un nuevo liderazgo de cara a las próximas elecciones.
Las elecciones ordinarias a la Cámara de Consejeros, la otra cámara de la legislatura nacional que no se puede disolver y, por lo tanto, tiene mandatos fijos, tendrán lugar en 2025; pero también el 27 de octubre se celebrarán en Iwate unas elecciones parciales a la Cámara de Consejeros. A nivel de prefecturas, las elecciones a gobernador de Toyama y Okayama ya se han fijado para el 27 de octubre.
Esta fue la primera disolución de la Dieta desde el 14 de octubre de 2021. La disolución se produjo ocho días después de la toma de posesión del primer ministro y la votación y el escrutinio 26 días después, ambos más cortos desde el final de la guerra.

## Sistema electoral
Los 465 escaños de la Cámara de Representantes se disputan mediante votación paralela: 289 miembros se eligen en circunscripciones uninominales mediante votación por mayoría relativa, mientras que 176 miembros se eligen en 11 circunscripciones plurinominales mediante representación proporcional por listas de partidos. Los candidatos de los partidos con estatus legal de partido político (≥5 miembros de la Dieta, o ≥1 miembro de la Dieta y el ≥2% de los votos a nivel nacional en un nivel de una elección nacional reciente) pueden presentarse en una circunscripción y estar presentes en la lista del partido, de modo que si pierden su elección de circunscripción, aún pueden ser elegidos en los escaños asignados proporcionalmente. Sin embargo, si ese candidato dual obtiene menos del 10 % de los votos en su circunscripción mayoritaria, también queda inhabilitado como candidato proporcional.

## Encuestas de opinión

## Partidos participantes
| Partido | Partido | Partido                               | Líder            | Ideología               |
| ------- | ------- | ------------------------------------- | ---------------- | ----------------------- |
|         | PLD     | Partido Liberal Democrático           | Shigeru Ishiba   | Liberalismo conservador |
|         | PDC     | Partido Democrático Constitucional    | Yoshihiko Noda   | Liberalismo             |
|         | Ishin   | Partido de la Innovación              | Nobuyuki Baba    | Liberalismo económico   |
|         | Kōmei   | Kōmeitō                               | Keiichi Ishii    | Conservadurismo         |
|         | PCJ     | Partido Comunista de Japón            | Tomoko Tamura    | Comunismo               |
|         | PDP     | Partido Democrático para el Pueblo    | Yuichiro Tamaki  | Conservadurismo         |
|         | Reiwa   | Reiwa Shinsengumi                     | Tarō Yamamoto    | Populismo de izquierda  |
|         | PSD     | Partido Socialdemócrata               | Mizuho Fukushima | Socialdemocracia        |
|         | SS      | Sanseitō                              | Sōhei Kamiya     | Ultraconservadurismo    |
|         | MT      | Minna de Tsukuru-tō                   | Ayaka Ōtsu       | Populismo de derecha    |
|         | PC      | Partido Conservador de Japón          | Naoki Hyakuta    | Ultranacionalismo       |
|         | CSE     | Consideración al Sistema de Eutanasia | Hidemitsu Sano   | Pro-eutanasia           |
|         |         | Candidatos independientes             |                  |                         |

## Resultados
|  | 26.73 % |

|  | 38.46 % |

|  | 10.93 % |

|  | 1.35 % |

|  | 37.66 % |

|  | 39.81 % |

|  | 21.20 % |

|  | 29.01 % |

|  | 6.98 % |

|  | 0.78 % |

|  | 6.16 % |

|  | 6.81 % |

|  | 1.71 % |

|  | 0.52 % |

|  | 36.05 % |

|  | 37.12 % |

|  | 9.36 % |

|  | 11.15 % |

|  | 11.32 % |

|  | 4.33 % |

|  | 4.67 % |

|  | 3.43 % |

|  | 2.50 % |

|  | 2.10 % |

|  | 0.29 % |

|  | 0.04 % |

|  | 0.05 % |

|  | 0.03 % |

|  | 0.04 % |

|  | 0.02 % |

|  | 0.01 % |

|  | 0.01 % |

|  | 0.00 % |

|  | 0.00 % |